# Епархия Манга
Епархия Манга (лат.  Dioecesis Mangana) — епархия Римско-Католической Церкви с центром в городе Манга, Буркина-Фасо. Епархия Манга входит в архиепархию Уагадугу.

## История
2 января 1997 года Римский папа Иоанн Павел II учредил буллой De cunctis Ecclesiis solliciti епархию Манга, выделив её из епархии Купела и архиепархии Уагадугу.

## Ординарии епархии
- епископ Wenceslas Compaoré (2.01.1997 — по настоящее время)

## Источник
- Annuario Pontificio, Ватикан, 2005
- Булла De cunctis Ecclesiis solliciti  (лат.)